# Marie Henriksson
Anna Marie Kristina Henriksson (Karlstad, 17 giugno 1955) è una giocatrice di curling svedese.

## Biografia
Partecipò ai XV Giochi olimpici invernali edizione disputata a Calgary (Canada) nel 1988, riuscendo ad ottenere la seconda posizione nella squadra svedese con le connazionali Anette Norberg, Monika Jansson, Birgitta Sewik e Elisabeth Högström.
Nell'edizione la nazionale canadese si classificò prima , la norvegese terza. La competizione ebbe lo status di sport dimostrativo.